# Poplar (Londyn)
Poplar – dzielnica Londynu (w latach 1817-1907 civil parish), leżąca w gminie London Borough of Tower Hamlets.